# Legson Kayira
Legson Kayira (Malaui; 1942 – 14 de octubre de 2012)), escritor malawiano de origen étnico tumbuka.

## Biografía
Legson Kayira nace en 1942 en una aldea de Nyasaland, actual Malaui, dentro de una familia de analfabetos. En 1958, a la edad de 17 años, decide abandonar su aldea con el propósito de atravesar África Oriental y llegar hasta El Cairo, llevando consigo apenas comida para cinco días, el libro de El progreso del peregrino de John Bunyan, la Biblia, una pequeña hacha para protegerse, y una cobija. Su idea original era embarcarse en El Cairo hacia los Estados Unidos, en busca de una educación universitaria. Después de quince meses de viaje, llega a Kampala, capital de Uganda, en donde conoce un misionario quien lo recomiendo al decano de Colegio de Skagit Valley en Mount Vernon, en el estado de Washington. Éste le admite y le beca al saber de la determinación de Kayira. Los misioneros le ayudaron a acceder a pasaporte y visado, ya que Kayira carecía de papeles, inclusive de fecha de nacimiento, para obtener estos documentos. Por otro lado, al enterarse, estudiantes del colegio y habitantes de la localidad reúnen dinero para su pasaje, y de esta manera, puede iniciar sus estudios en esa institución en diciembre de 1960. Sus estudios lo llevaron a convertirse en profesor de ciencias políticas de la Universidad de Cambridge, Inglaterra, y un escritor de renombre.

## Obra literaria
Su primer libro, Ulises negro (I Will Try) es autobiográfico, y sus primeras novelas retrataban el ambiente rural de Malawi. A partir de El servidor público (The Civil Servant) su obra empieza a enfocarse en temas sociales, como la exportación de mano de obra a Sudáfrica. Su obra se caracteriza por su ironía.

## Obras
- Ulises negro (I Will Try, 1965), publicado en español en 1967.
- La sombra amenazante (The Looming Shadow, 1968)
- Jingala (Jingala, 1969)
- El servidor público (The Civil Servant, 1971)
- El detenido (The Detainee, 1974).